# 塔山 (伊利諾伊州)
塔山（英語：Tower Hill）是位於美國伊利諾伊州謝爾比縣的一個村落。

## 地理
塔山的座標為39°23′11″N 89°57′35″W / 39.38639°N 89.95972°W，而該地最高點為海拔高度197米（即646英尺）。

## 人口
根據2010年美國人口普查的數據，塔山的面積為2.60平方千米，當中陸地面積為2.60平方千米，而水域面積為0.00平方千米。當地共有人口511人，而人口密度為每平方千米196人。